# Andi Toompuu
Andi Erik Toompuu, född 15 maj 1984 i Enskede, Stockholm, är en svensk jurist och före detta fotbollsspelare. 

## Karriär
Toompuus moderklubb är Enskede IK. Inför säsongen 2006 gick han till Assyriska FF. Under kvalet till Allsvenskan 2010, efter att det stod klart att Djurgården behöll sin allsvenska plats, stormades planen av supportrar varav en slog Toompuu med en knytnäve i ansiktet. Händelsen medförde att han fick föras till sjukhus. Toompuu spelade sex säsonger för Assyriska. Efter säsongen 2011 fick han lämna klubben.
I januari 2012 skrev han på ett tvåårskontrakt med IK Brage. Efter säsongen 2013 lämnade han klubben.

## Övrigt
Toompuu är färgblind vilket under en match mot IFK Norrköping ledde till att han fick bytas ut eftersom han inte kunde skilja på matchställen. Han fick även avstå från Brages hemmapremiär i Superettan 2013 eftersom han inte såg skillnad på sitt lags gröna och Östersunds röda matchställ.